# Michele Rapisardi

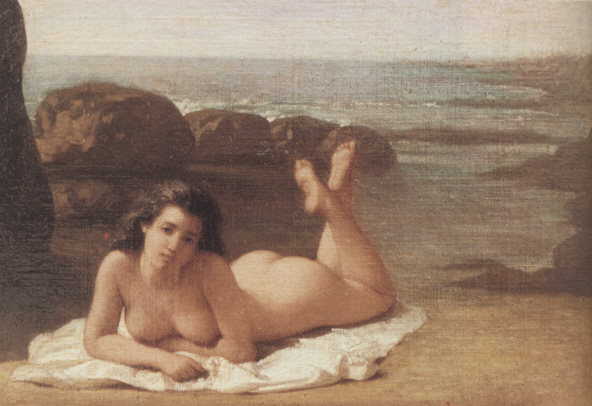
Michele Rapisardi: Siréna (1871)

Michele Rapisardi (27. prosince 1822, Catania – 19. prosince 1886, Florencie) byl italský romantický malíř.
První vzdělání získal u svého otce, malíře Giuseppa Rapisardiho. V mládí podnikl řadu studijních cest. Tvořil historické a náboženské malby jakož i akty.